# Jan III van Lannoy

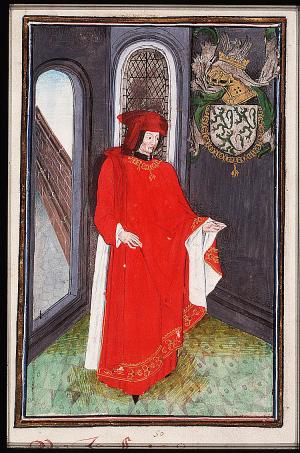
Jan III in het wapenboek van de Orde van het Gulden Vlies

Jan III van Lannoy (1410-1493) was een Vlaamse edelman uit het huis Lannoy, die verschillende functies vervulde in dienst van de Bourgondische hertogen.
In het begin was hij vooral als militair actief, hij nam diverse malen deel aan operaties zoals in 1430 (tegen Luik), 1436 (tegen de Engelsen), 1440 (tegen Lotharingen), 1447 (tegen de aartsbisschop van Keulen).
In 1448 werd hij door Filips de Goede benoemd tot stadhouder van Holland en Zeeland, hetgeen hij tot 1462 bleef. In 1459 werd hij ook stadhouder van Waals-Vlaanderen, wat hij tot 1463 bleef. In 1451 werd hij verkozen tot ridder in de Orde van het Gulden Vlies. In 1452/53 nam hij nog deel aan het neerslaan van de Gentse Opstand.
In 1468 kwam hij in conflict met Karel de Stoute vanwege zijn goede contacten met het Franse hof. Hij moest vluchten, maar hij wist zich later weer met Karel te verzoenen.
In 1477 ging hij als kamerheer deel uitmaken van de hofhouding van Maximiliaan van Oostenrijk. Voor hem voerde hij diverse diplomatieke missies uit, onder andere naar Frankrijk in 1482, hetgeen uiteindelijk leidde tot de Vrede van Atrecht.
- Biografisch Portaal: 91131142
- Gemeinsame Normdatei: 132255545
- Nederlandse Thesaurus van Auteursnamen: 353791741